# Башмачок Ятабе
Башмачо́к Ята́бе, Венерин башмачок Ятабе (лат. Cypripédium yatabeánum) — вид травянистых растений из секции Bifolia, рода Башмачок (Cypripedium) семейства Орхидные. Назван в честь японского ботаника Ятабэ Рёкити (1851—1899).

## Распространение и экология
Камчатка, Командорские острова, Курильские острова, Япония, Алеутские острова, юго-западная часть Аляски.
Произрастает в светлых лесах, на разнотравных лесных и горных лугах и по окраинам болот, в кустарничковых тундрах, на открытых травянистых приморских склонах.

## Ботаническое описание
Травянистый летнезелёный многолетник симподиально нарастающий поликарпик (14)16—35(40) см высотой (вместе с цветоносом). Корневище длинное, ползучее, слабо ветвящееся, с относительно небольшим количеством корней. Стебель прямой, в основании с 2 бурыми безлистными влагалищами, ниже лист длинно- и оттопыренно-волосистый, выше — с коротким железистым опушением.
Листья в числе 2(3), 6—14(16) × (3)4—8(10) см, сближенные, яйцевидные или эллиптически-яйцевидные, заострённые, снизу по жилкам и по краю с редким волосистым опушением, чернеющие при сушке. Прицветник до 3 см длины и 1,2 см шириной, яйцевидный или яйцевидно-ланцетный, опушённый, короче цветка.
Соцветие 1-цветковое, очень редко 2-цветковое. Прицветники листовидные, яйцевидные или узкояйцевидные 1—4(7) × 0,5—1,6(3) см, на верхушке заострённые, рассеянно опушённые по жилкам и реснитчатые по краю. Завязь сидячая или на короткой цветоножке. Листочки околоцветника бледно-желтовато-зелёные или белые с крупными неправильно сливающимися зеленовато-бурыми, красновато-бурыми, или коричневато-бордовыми пятнами. Чашелистики и лепестки снаружи беловатые. Медианный чашелистик вперёд направленный, яйцевидный или эллиптически-яйцевидный, на верхушке коротко-заострённый. Синсепалум узкояйцевидный или эллиптический, на верхушке двузубчатый или двураздельный, железисто опушённый. Боковые лепестки в стороны и слегка вперёд направленные, голые. Губа 2(2,2)—2,7(3) см длиной, 1,3—1,8 см шириной, обычно отчётливо длиннее срединного чашелистика, буровато- или зеленовато-жёлтая, нередко у основания вся грязно-пурпурная и неясно пятнистая. Колонка и тычинки желтовато-белые. Стаминодий белый с жёлтыми крапинами. Рыльце широкояйцевидное, неясно 3-х лопастное. Коробочка до 2.5 см дл., с сохраняющимся железистым опушением.
Кариотип: 2n = 20.

## В культуре
Зоны морозостойкости: 3—6. В условиях Московской области цветёт и регулярно плодоносит.
Выращивается в качестве декоративного садового растения. Является близким родственником Cypripedium guttatum, но более теплолюбив. Хорошо растёт в районах с прохладным умеренным климатом и длительной зимой.
Почвенная смесь воздухопроницаемая, хорошо дренированная. В северных районах может выращиваться на открытых местах, в районах с более жарким летом, для посадки лучше выбирать места с мозаичной тенью, освещаемые прямым солнцем только в утренние часы.

## Грексы
- Werner =(Cypripedium candidum × Cypripedium yatabeanum) C. Whitlow 1993
- Yezo (syn. Sandra Maier Maier 2003) =(Cypripedium macranthos × Cypripedium yatabeanum) H.Iwasaki 2005